# 장민 (배우)
장민(중국어 정체자: 張敏, 간체자: 张敏, 병음: Zhāng Mǐn, 한자음: 장민, 광둥어: Zoeng1 Man5 죙만, 영어: Sharla Cheung 샬라 청[*], 1968년 2월 7일~)은 홍콩의 배우이다.

## 작품 목록

### 영화
- 1986년 《마비취》- 선웨이니(沈薇妮) 역
- 1987년 《주윤발의 미녀사냥》- 아민(阿敏) 역
- 1988년 《화무풍운》- 청민(程敏) 역
- 1988년 《최가여서》- 아잉(阿英) 역
- 1989년 《맹귀대하》- 아민(阿敏) 역
- 1989년 《정전자》- 재닛(Janet) 역
- 1990년 《소오강호》- 임영영(任盈盈) 역
- 1990년 《서환적고사》- 리(麗) 역
- 1991년 《도학위룡》- 아민(何敏) 역
- 1991년 《신정무문》- 아민(何敏) 역
- 1991년 《여룡공무》- 천웨광(陳月光) 역
- 1991년 《도협 2》- 치멍(綺夢) 역
- 1991년 《여락》- 바이웨창(白月嫦) 역
- 1992년 《엽표행동》- 페기(Peggy) 역
- 1992년 《도학위룡 2》- 아민(何敏) 역
- 1992년 《반아종횡》- 아훙(阿紅) 역
- 1992년 《녹정기》- 용아(龍兒) 역
- 1992년 《녹정기 2》- 용아(龍兒) 역
- 1992년 《절대쌍교》- 이화궁(移花官) 궁주(官主) 역
- 1992년 《무장원 소걸아》- 루솽(如霜) 역
- 1993년 《도학위룡 3》- 아민(何敏) 역
- 1993년 《초류향》- 수모음희(水母陰姬) 역
- 1993년 《비호외전》- 원자의(袁紫衣) 역
- 1993년 《벽혈신검》- 아구(阿九) 역
- 1993년 《의천도룡기》- 은소소(殷素素), 조민(趙敏) 역
- 1994년 《천룡팔부》- 아자(阿紫) 역
- 1994년 《도신 2》- 원러우(溫柔) 역